# 伊苏丹区
伊苏丹区（法語：Arrondissement de Issoudun）是法国安德尔省所辖的一个区。总面积1182.3平方公里，总人口34107，人口密度29人/平方公里（2017年）。主要城镇为伊苏丹、勒伊。

## 辖区
伊苏丹区辖有49个市镇。